# Saint-Germain-les-Paroisses
Saint-Germain-les-Paroisses ist eine französische Gemeinde mit 423 Einwohnern (Stand: 1. Januar 2022) im Département Ain in der Region Auvergne-Rhône-Alpes. Sie gehört zum Kanton Belley im Arrondissement Belley und ist Mitglied im Gemeindeverband Bugey Sud. 

## Geografie
Die GemeindeSaint-Germain-les-Paroisses liegt in der Berglandschaft Bugey im Einzugsgebiet der Flüsse Gland und Furans, etwa fünf Kilometer westnordwestlich des Stadtzentrums von Belley. Umgeben wird Saint-Germain-les-Paroisses von den Nachbargemeinden Contrevoz im Norden, Andert-et-Condon im Nordosten und Osten, Arboys en Bugey im Südosten, Colomieu im Süden, Ambléon im Südwesten sowie Innimond im Westen.

## Geschichte
Als sich Frankreich im Zweiten Weltkrieg unter deutscher Besatzung befand, erlebten viele Kinder den Krieg aus nächster Nähe mit. Der zehnjährige Albert Castin aus Saint-Germain-les-Paroisses zeichnete die Bombardierung des 3. August 1944. Die Zeichnung wurde landesweit bekannt, denn sie wurde in der Monatszeitschrift Enfantines abgedruckt (Nr. 110, Februar 1946, „La guerre vue et jugée par les Enfants. III. Des bombes sur la France“, Éditions de l’imprimerie à l’école).

## Bevölkerungsentwicklung
| Jahr                       | 1962 | 1968 | 1975 | 1982 | 1990 | 1999 | 2006 | 2013 | 2021 |
| -------------------------- | ---- | ---- | ---- | ---- | ---- | ---- | ---- | ---- | ---- |
| Einwohner                  | 288  | 294  | 264  | 258  | 273  | 307  | 357  | 408  | 425  |
| Quellen: Cassini und INSEE |      |      |      |      |      |      |      |      |      |

## Sehenswürdigkeiten
- Kirche Saint-Germain
- Burgruine Beauretour aus dem 12. Jahrhundert mit Anbauten aus dem 15. Jahrhundert, Monument historique
- Ofen von Meyrieu aus dem 16. Jahrhundert, Monument historique seit 1938

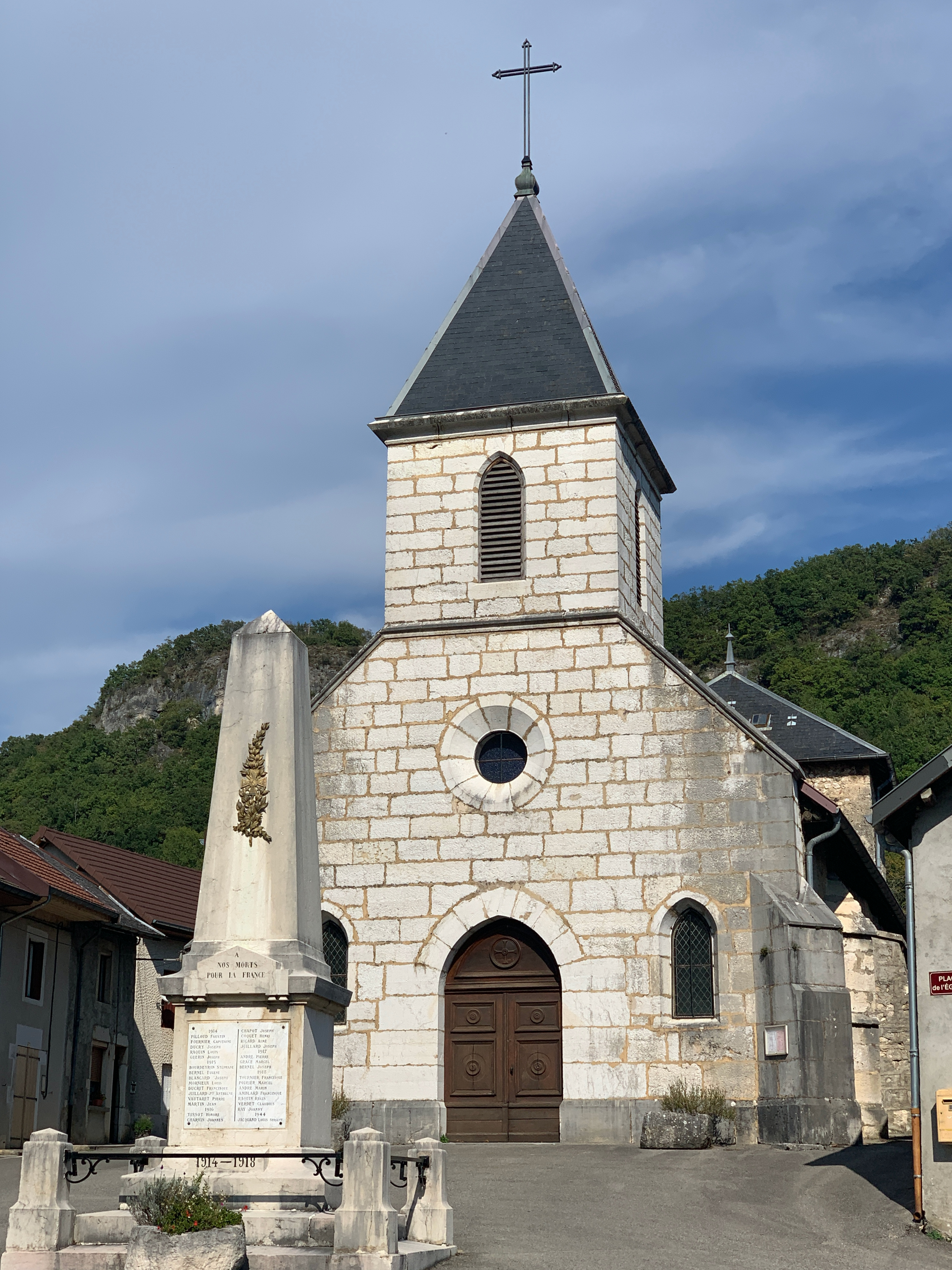
Kirche Saint-Germain und Gefallenendenkmal
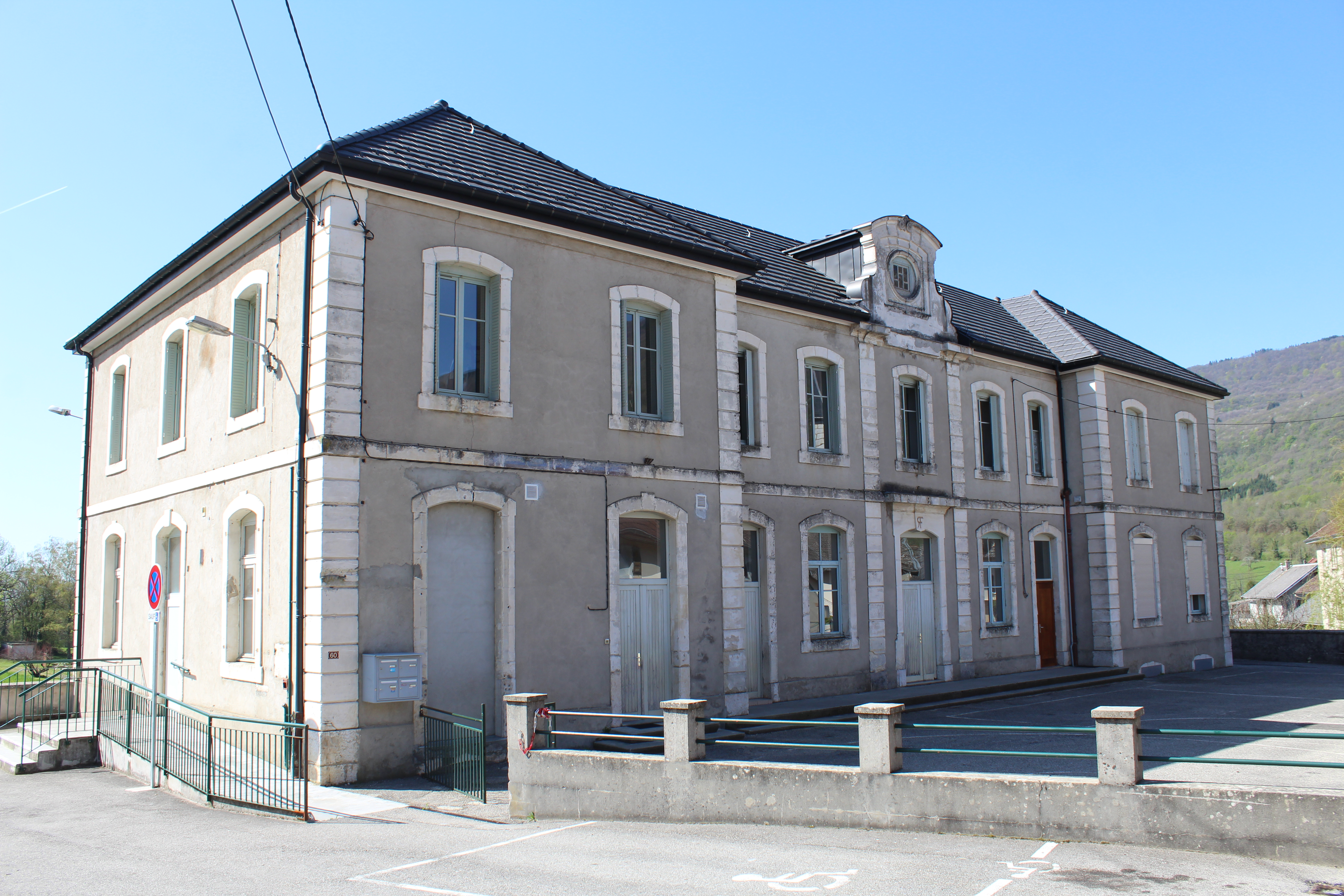
Schule